# Rött mullbär
Rött mullbär (Morus rubra) är en art i mullbärssläktet och familjen mullbärsväxter Arten är vildväxande, i Nordamerika.
Rött mullbär är tvåbyggare och bildar buskar till träd som kan bli 20 meter höga. Barken är grunt fårad, gråbrun med inslag av orange. Grenarna är rödbruna till ljust grönbruna, kala eller med några få hår. Bladen har mjukhåriga linjära stipler, bladskaftet blir 2-2,5 cm lång, kalt eller med mjuka hår, bladskivan är brett äggrund, ibland oregelbundet flikig, 10-18 cm lång och 8-15,5 cm bred. Basen är rundad till nästan hjärtlik, bladkanten är sågtandad till naggad, spetsen är tvär med utdragen spets. Bladundersidan är mer eller mindre mjukhårig, ovansidan har korta, vanligen sträva hår. Hanblommorna sitter i 3-5 cm långa ax och är gröna med röda inslag. Honblommornas ax blir 8-12 cm långa. Pistillen är vit. Frukterna är egentligen fruktförband och blir svarta eller djupt purpurfärgade, cylindriska och 1,5-6 cm långa.

## Sorter
- 'Cooke' - frukterna blir upp till 5 cm långa och 1 cm i diameter. Smaken är söt med väl balanserad syra. Trädet är härdigt men mottagligt för svampsjukdomar.
- 'Downing's Everbearing' - välsmakande frukter som mognar över en lång tidsperiod.
- 'Hicks Fancy' - röda välsmakande frukter som mognar över en lång tidsperiod.
- 'Illinois Everbearing' sägs vara en hybrid med vitt mullbär (M. alba). Sorten blir ett litet träd, med stora, mycket välsmakande frukter som mognar över en lång tidsperiod. Härdig.
- 'Townsend'

## Synonymer
Morus argutidens Koidz.
Morus canadensis Poir.
Morus riparia Raf.
Morus rubra var. tomentosa (Rafinesque) Bureau
Morus scabra Willd.
Morus tomentosa Rafinesque